# Sœurs disciples du Divin Maître

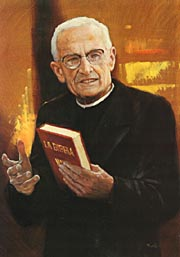
Giacomo Alberione.

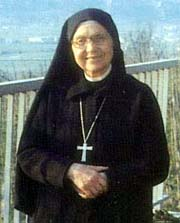
Scolastica Rivata.

Les Sœurs disciples du Divin Maître (P.D.D.M.) forment une congrégation fondée en Italie au XXe siècle par le père Giacomo Alberione (1884-1971) et Orsola Rivata. 

## Histoire
L'institut a été fondé à Albe par le prêtre italien Giacomo Alberione (1884-1971), après avoir établi les branches masculine et féminine des Pauliniens, il voulait créer une branche de religieuses de vie contemplative qui soutiendraient l'apostolat des pères et sœurs par la prière, surtout par l'Adoration eucharistique. 
En 1923, Alberione choisit un certain nombre de sœurs pauliniennes, dont Orsola Rivata (en religion Mère Scolastica, cofondatrice de la congrégation) et Metilde Gerlotto (sœur Margherita), et le 10 février 1924 (jour de la commémoration liturgique de sainte Scholastique), il fonda officiellement la congrégation des Sœurs disciples du Divin Maître : les religieuses reçurent un habit de type monastique bleu clair, avec un scapulaire blanc, un chapelet au côté et une guimpe.
Le 3 avril 1947, Luigi Maria Grassi, évêque d'Albe, érigea canoniquement l'institut en congrégation de droit diocésain, les séparant des Filles de Saint-Paul : elle reçut le décret pontifical de louange le 12 janvier 1948 et ses constitutions furent définitivement approuvées par le Saint-Siège le 30 août 1960.
Cette congrégation fait partie de la Famille paulinienne.

## Source
- (it) Cet article est partiellement ou en totalité issu de l’article de Wikipédia en italien intitulé « Pie discepole del Divin Maestro » (voir la liste des auteurs).